# Хотин (Коморан)
Хотин (слч. Chotín, мађ. Hetény) насељено је мјесто са административним статусом сеоске општине (слч. obec) у округу Коморан, у Њитранском крају, Словачка Република.

## Становништво
| Година:    | 1994. | 2004.   | 2014.   | 2024.   |
| ---------- | ----- | ------- | ------- | ------- |
| Број људи: | 1468  | 1417    | 1383    | 1385    |
| Разлика:   |       | -3,47 % | -2,39 % | +0,14 % |

| Година:    | 2023. | 2024.   |
| ---------- | ----- | ------- |
| Број људи: | 1392  | 1385    |
| Разлика:   |       | -0,50 % |

Према подацима о броју становника из 2011. године насеље је имало 1.390 становника.